# Maison hantée (attraction)
Pour les articles homonymes, voir Maison hantée (homonymie).

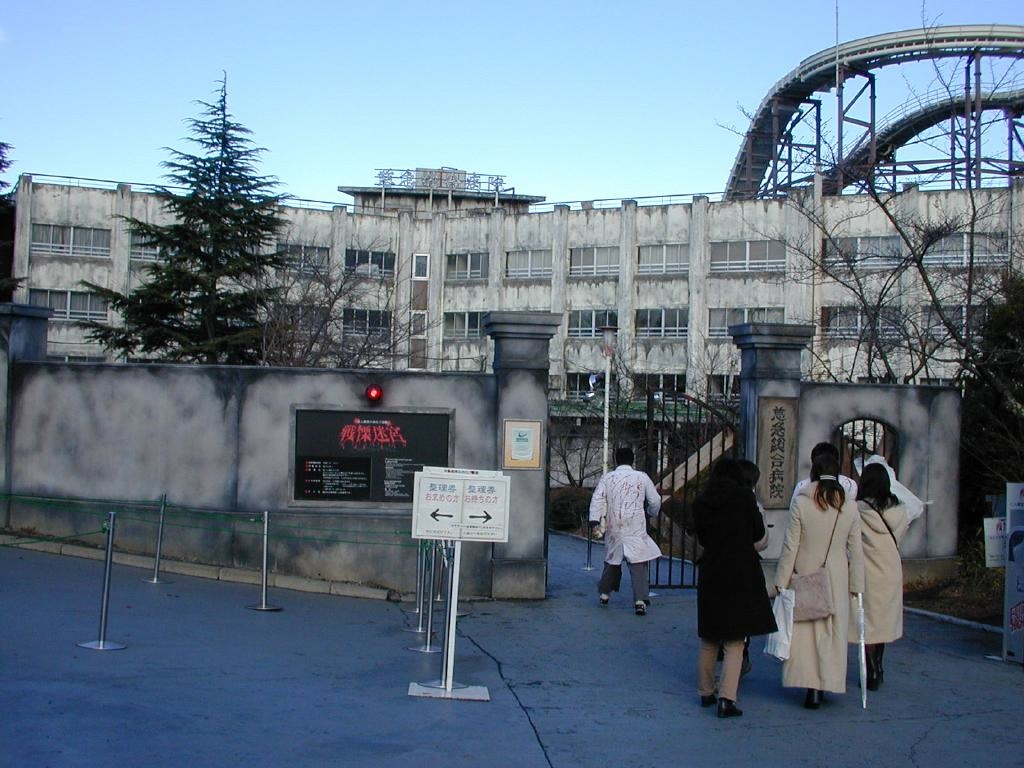
Haunted Hospital à Fuji-Q Highland.

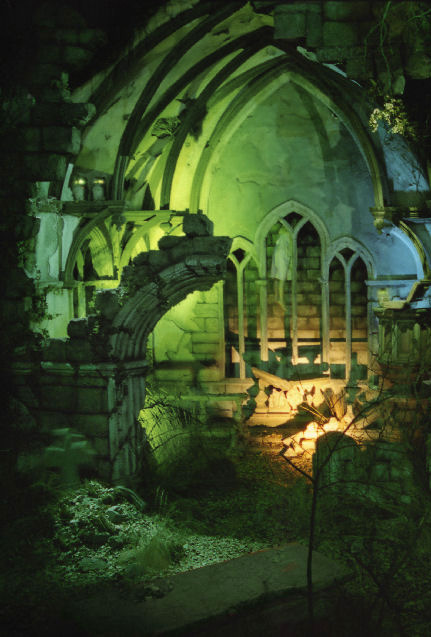
À l'intérieur du Spookslot à Efteling.

Une maison hantée est une attraction de parcs à thèmes et de fêtes foraines de type walkthrough (sous-catégorie de parcours scénique) qui simule la visite d'un lieu hanté par des fantômes ou des êtres surnaturels, et dont l'intention est de provoquer un divertissement par les sentiments de peur, d'angoisse et de surprise.

## Concept
Contrairement aux trains fantôme, les maisons hantées ne possèdent pas de véhicules ou de rail : le parcours s'effectue à pied en position debout, et au rythme du visiteur. Les maisons hantées ont le même but et le même thème que les trains fantôme.
Le trajet s'arpente dans la pénombre, voire dans le noir total pour certains passages. C'est ce qui permet à des moyens même rudimentaires de provoquer un sentiment de surprise ou de malaise, en altérant les repères visuels. Il est ponctué de nombreuses techniques d'effets spéciaux permettant d'augmenter le réalisme et l'immersion de l'expérience, et favorisant ainsi la suspension consentie de l'incrédulité du visiteur. Ces techniques comprennent notamment des jeux de lumières, des sons, des musiques, des mises en scène, des animatroniques, ou encore l'intervention d'acteurs grimés de costumes en rapport avec le thème développé. Généralement, ces acteurs ont l'interdiction de toucher de manière franche les visiteurs, et se cantonnent à des effets de surprise et de scénographie.
Bien que le thème principal soit souvent dérivé de la hantise, il peut par extension être simplement lié au monde de l'horreur, de l'angoisse ou du fantastique. Ainsi, on trouve aujourd'hui des attractions de ce type sur des thèmes variés comme les prisons abandonnées, les hôpitaux psychiatriques, ou d'autres lieux présumés sinistres inspirés de films d'horreur.
Le lien avec le cinéma de genre est le plus souvent puisé dans la culture populaire, mais il peut parfois prendre la forme d'une licence officielle, au travers d'un partenariat de longue durée (l'attraction SAW Alive de Thorpe Park par exemple) ou d'une simple opération promotionnelle temporaire pour la période d'Halloween, comme dans les Halloween Horror Nights (en) des parcs Universal Studios.
Développée par Merlin Entertainments, la franchise des Dungeons inspirée par le London Dungeon étend le concept en y adjoignant de petites attractions, telles de petites tours de chute ou des barques scéniques.

## Sécurité
Dans bon nombre de maisons hantées, des sorties de secours émaillent le parcours afin de prévenir les risques de crises d'angoisse ou d'autres évènements accidentels (incendies notamment). Il y a parfois des vigiles, dont le rôle est de veiller au bon déroulement de l'attraction tout en assurant la sécurité des visiteurs et des acteurs.
Certaines de ces attractions, lorsqu'elles comprennent un degré élevé de réalisme et de violence visuelle, possèdent des restrictions d'âge et sont parfois déconseillées aux personnes cardiaques voire aux femmes enceintes. Ces précautions visent à écarter les personnes les plus fragiles d'une expérience jugée comme potentiellement traumatisante.
Dans de rares cas extrêmes, des mises en garde encore plus explicites et dérangeantes peuvent être énoncées (« Vous pouvez être touché, empoigné, séparé de votre groupe, détenu et abandonné dans une petite pièce sombre, ou sanglé à un lit en métal et examiné par des détraqués. »).

## Attractions de ce type
- Hocus Pocus Hall - Chessington World of Adventures
- Kammokuja - Linnanmäki
- La maison hantée - Parc Belmont
- Le Palais des 1001 nuits - Walibi Belgium
- Spookslot (le Château Hanté) - Efteling
- The Horror Cave - Six Flags Over Georgia
- Trauma Towers - Pleasure Beach, Blackpool

### Maisons hantées avec acteurs
- El Viejo Caseron - Parque de Atracciones de Madrid
- Fantastic Spooky House - China Dinosaurs Park
- Geistermühle - Freizeitpark Plohn
- Haunted Hospital - Fuji-Q Highland
- Hotel Gasten - Liseberg
- Ignis Fatuus - Morey's Piers
- Inferis - Gardaland
- Le Manoir de Paris - Paris
- Legends of Dead Town - Mirabilandia
- Hôtel Krüeger - Parc d'attraction de Tibidabo (en)
- Prison Break Live! - Luna Park Melbourne
- SAW Alive - Thorpe Park
- Schloss Dracula - Fantasiana
- House of Nightmares à Gröna Lund
- The Haunted Hotel - IMG Worlds of Adventure
- The Horror House' - Movieland Studios
- The Mummy: Tomb of the Dragon Emperor, live! - La Ronde
- The Terror House - Walygator Parc.
- Van Helsing - Fortress Dracula - Universal Studios Hollywood